# Lucio Elio Oculato
Lucio Elio Oculato (en latín: Lucius Aelius Oculatus) fue un senador romano del siglo I, que desarrolló su cursus honorum bajo Nerón y la dinastía Flavia.

## Carrera política
Su único cargo conocido fue el de consul suffectus en los meses de mayo y junio de 85
, bajo Domiciano.